# Не зови ме татице
„Не зови ме татице” је југословенски ТВ филм из 1969. године. Режирао га је Јован Коњовић а сценарио је написао Ернест Геблер.

## Улоге
| Глумац         | Улога |
| -------------- | ----- |
| Ружица Сокић   |       |
| Виктор Старчић |       |